# 掘っ建て小屋

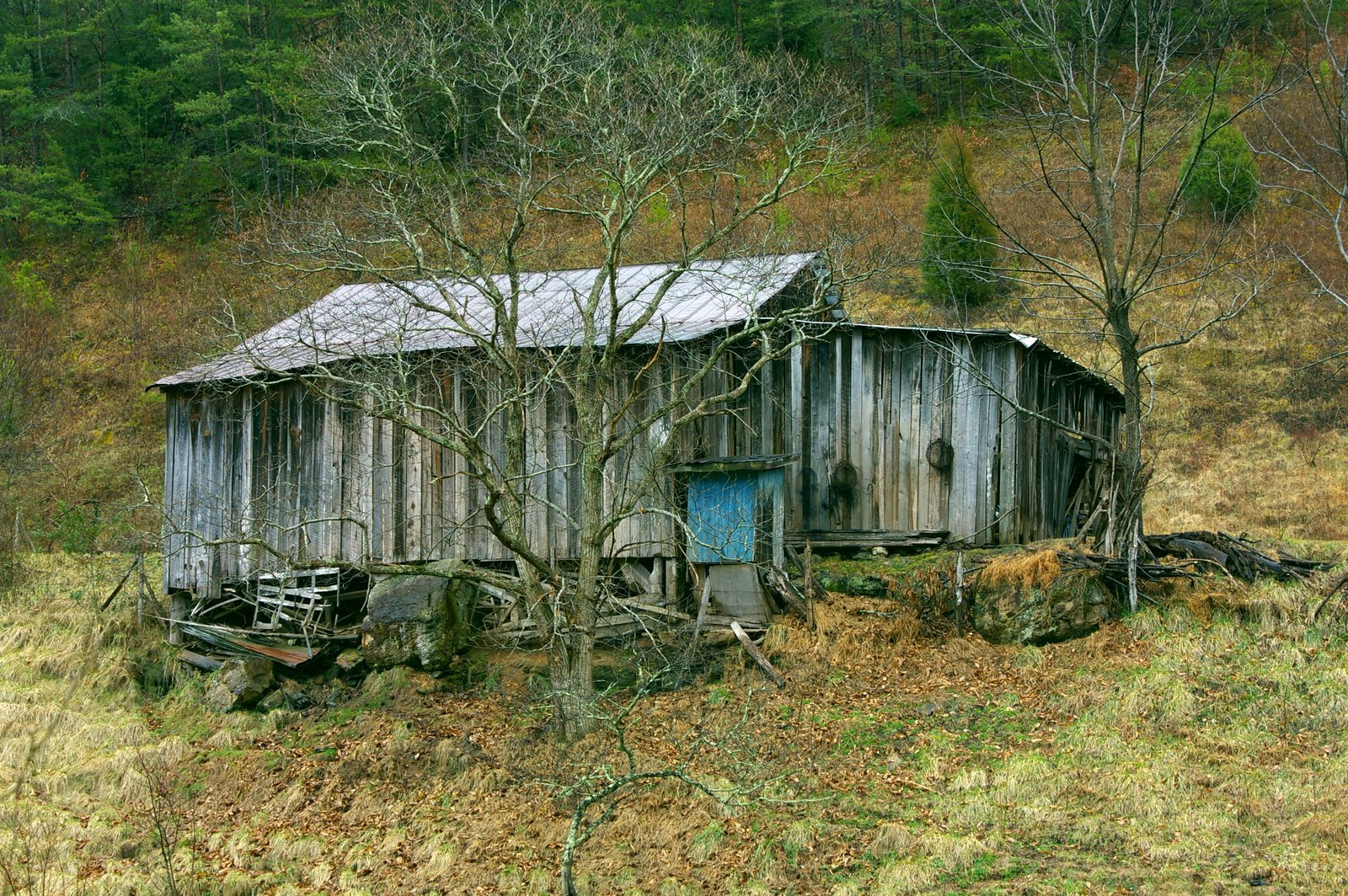
典型的な掘っ建て小屋 （アメリカ合衆国・テネシー州）

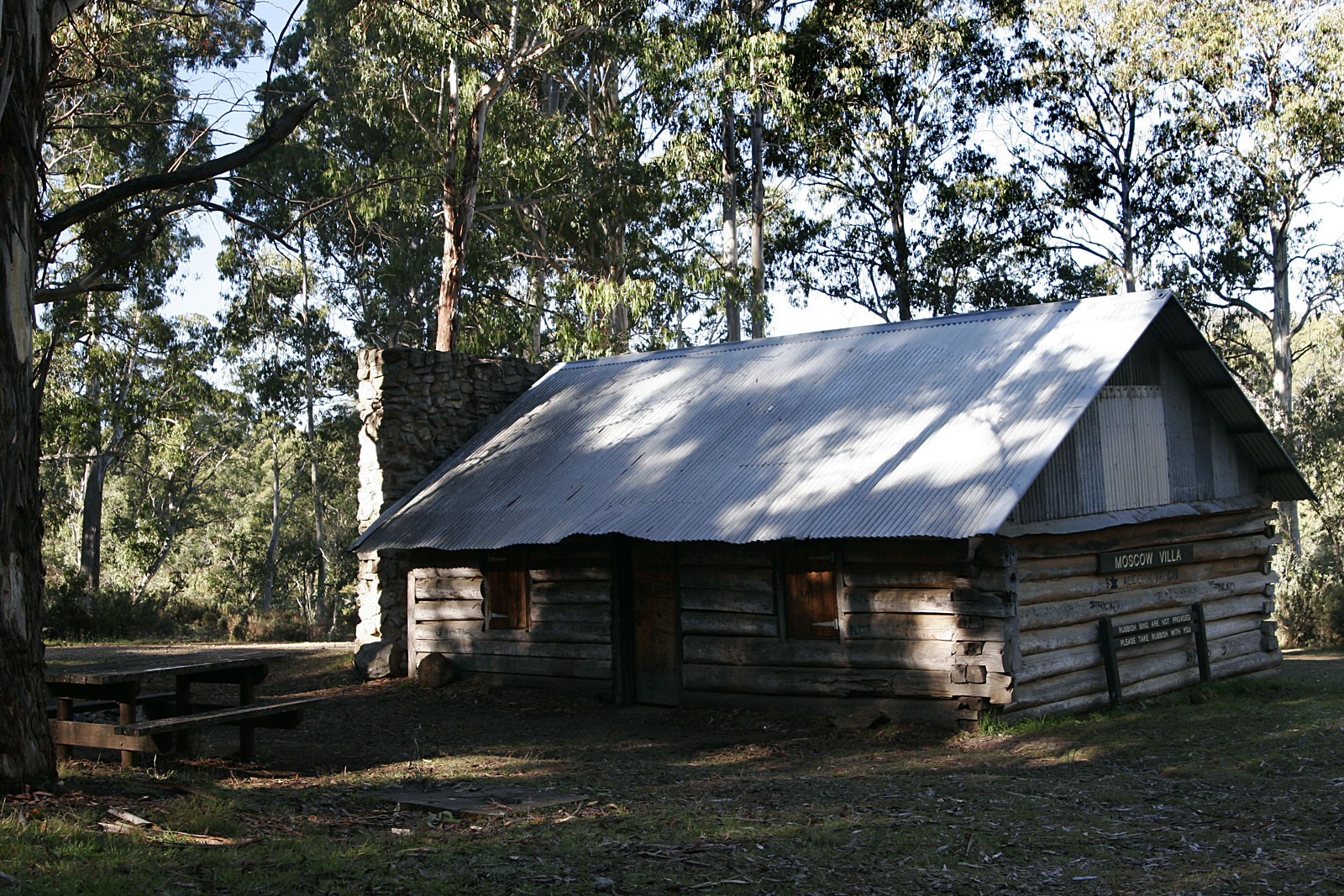
ログハウスタイプの掘っ建て小屋

掘っ建て小屋（ほったてごや、英: Shack）は、礎石などを用いず、柱を直接土中に埋め込んで建てる小屋である。転じて、粗末な家に対して使われる表現となった。

## 由来と概要
- 技術が未熟であった時代では一般的な建築様式であり、縄文時代の遺跡などでは柱を埋め込んだ跡が発見されることも珍しくない。
- 柱が直接地面と接することから、湿気や食害などで腐食や老朽化が早く進むが、コンクリートや大型の石材を利用しなくとも良く手間が掛からないことから、簡易な小屋を造る際に用いられる。現在では、プレハブ住宅やユニット住宅などに取って代わられつつある。
- 考古学上の用語としては掘立柱建物を用い、一般的に掘っ建て小屋といえば、現在の柱を直接土中に埋め込んだ小規模な建物を指す。

たいていの場合は少し穴を掘った程度で、基礎的な基盤は無い。つまり、礎石も置かない粗末な家だということである。柱も直接地面に刺す（柱らしい柱が無い場合も稀にある）。雨風から身を守るには、十分なものであった。